# Chihiro (système d'arcade)
Pour les articles homonymes, voir Chihiro.
Le Chihiro est un système d'arcade destiné aux bornes d'arcade, créé par Sega en 2002,.

Logo du système Chihiro

## Description
Le système Chihiro est basé sur l'architecture de la console de salon Xbox de Microsoft. Cette console est elle-même construite sur une architecture PC.
Le Chihiro partage avec la Xbox son processeur Intel Pentium III cadencé à 733 MHz et son processeur graphique Nvidia XChip, basé sur la GeForce 3. La carte mère de la Chihiro est très proche du kit de développement Xbox. Elle dispose d'un module de RAM supplémentaire, ce qui porte cette dernière à 128 Mo. De plus, elle est équipée d'une Dimm Board pour stocker le jeu à partir du GD-ROM (de 512 Mo à 1 Go selon la version). Enfin, contrairement à la Xbox qui utilise des DVD-ROM, les jeux Chihiro sont proposés sur GD-ROM. Le lecteur de GD-ROM de Sega, créé au départ pour le système Naomi, est donc réutilisé,.
Comme pour la plupart de systèmes précédents de SEGA, il existe plusieurs révisions. En conséquence, tous les jeux ne fonctionnent pas sur la première révision, qui comme pour la première révision de la Triforce, dispose d'une DIMM board externe (qui peut être enlevé et utilisé sur Triforce type 1, Naomi 1 ou Naomi 2), alors que les révisions plus récentes intègrent directement la DIMM board au système.
En raison de leur configuration quasiment identique, il est en théorie aisé de porter les jeux entre la Chihiro et la Xbox. En pratique, il existe quelques difficultés dues à leurs quelques différences. Pour le port de Out Run 2, par exemple, les développeurs ont dû s'adapter à l'importante différence de mémoire entre les deux plateformes. Ceci a néanmoins pu être résolu, les deux versions ayant l'air identiques.
Le Chihiro sort également, comme tous les systèmes récent de Sega, en version connectable en réseau appelé Chihiro Satellite Terminal.

## Spécifications techniques

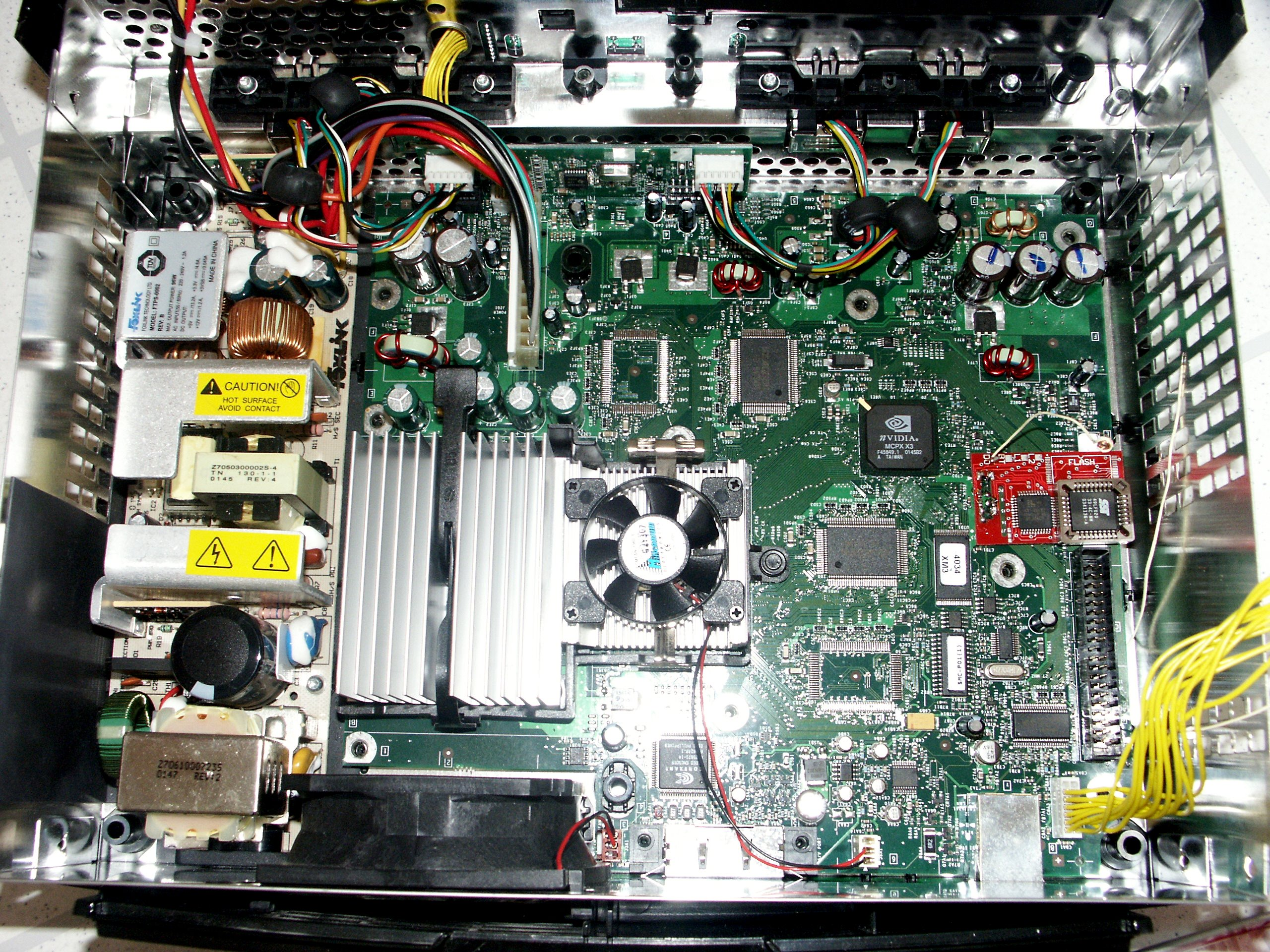
Une carte mère Xbox, base du système Chihiro.

- Processeur : Intel Pentium III cadencé à 733 MHz (FSB de 133 MHz )
- Système d'exploitation : Microsoft
- RAM : 128 Mo (64 Mo sur Xbox)

Graphisme
- Nvidia XChip, cadencé à 200 MHz (basé sur la GeForce 3 de nVidia)
- 125 millions de polygones par seconde (maximum théorique)
- Vitesse de rendu : 4 GigaPixels par seconde
- Capacités :
  - Vertex programmable et pixel shading
  - Transform & Lighting engine
  - Quincunx FSAA
  - Anisotropic filtering
  - Bump mapping
  - Hardware lighting
  - Effets de particule
  - Autres effets 3D standarts

Audio
- Cirrus Logic CS4630 :
  - 20-bit DAC
  - Programmable pour gérer des flux de son 3D
  - Son 2D (DLS compatible MIDI)
  - MP3 accélération
  - Effet environnemental Sensaura et autres fonctions
- nVidia nForce (encodage Dolby Digital 5.1 en temps réel)
- Autres son générés par le processeur en software

Médias
- GD-ROM
- Cartouche
- CompactFlash[8]

## Liste des jeux
| Titre                                                                       | Développeur                 | Éditeur | Système                    | Genre | Date |
| --------------------------------------------------------------------------- | --------------------------- | ------- | -------------------------- | ----- | ---- |
| Crazy Taxi High Roller                                                      | Hitmaker                    | Sega    | Chihiro                    |       | 2003 |
| Ghost Squad                                                                 | Sega-AM2                    | Sega    | Chihiro                    |       | 2004 |
| Ghost Squad : Version A                                                     | Sega-AM2                    | Sega    | Chihiro                    |       | 2005 |
| Gundam: Battle Operating Simulator                                          | Banpresto                   | Sega    | Chihiro                    |       | 2005 |
| MJ2                                                                         | Sega                        | Sega    | Chihiro Satellite Terminal |       | 2003 |
| MJ3                                                                         | Sega                        | Sega    | Chihiro Satellite Terminal |       | 2005 |
| MJ3 Evo                                                                     | Sega                        | Sega    | Chihiro Satellite Terminal |       | 2007 |
| Mobile Suit Gundam 0079                                                     | Banpresto / Dimps           | Sega    | Chihiro                    |       | 2006 |
| Ollie King                                                                  | Amusement Vision / Smilebit | Sega    | Chihiro                    |       | 2004 |
| OutRun 2                                                                    | Sega-AM2                    | Sega    | Chihiro                    |       | 2003 |
| OutRun 2 SP                                                                 | Sega-AM2                    | Sega    | Chihiro                    |       | 2004 |
| Quest for D: The Battle Kingdom                                             | Sega                        | Sega    | Chihiro Satellite Terminal |       | 2007 |
| Quest Of D                                                                  | Sega                        | Sega    | Chihiro Satellite Terminal |       | 2004 |
| Quest Of D Ver.2.0                                                          | Sega                        | Sega    | Chihiro Satellite Terminal |       | 2005 |
| Sangokushi Taisen                                                           | Sega                        | Sega    | Chihiro Satellite Terminal |       | 2005 |
| Sangokushi Taisen 2                                                         | Sega                        | Sega    | Chihiro Satellite Terminal |       | 2006 |
| Sangokushi Taisen 3                                                         | Sega                        | Sega    | Chihiro Satellite Terminal |       | 2008 |
| Sega Golf Club Network Pro Tour                                             | Sega                        | Sega    | Chihiro Satellite Terminal |       | 2004 |
| Sega Golf Club Version 2006 : Next Tours                                    | Sega                        | Sega    | Chihiro Satellite Terminal |       | 2006 |
| The House of the Dead III                                                   | Wow Entertainment           | Sega    | Chihiro                    |       | 2003 |
| Virtua Cop 3                                                                | Sega-AM2                    | Sega    | Chihiro                    |       | 2003 |
| Wangan Midnight: Maximum Tune / Wangan Midnight: Maxi Boost                 | Namco                       | Sega    | Chihiro                    |       | 2004 |
| Wangan Midnight: Maximum Tune 2 / Wangan Midnight: Maxi Boost 2             | Namco                       | Sega    | Chihiro                    |       | 2005 |
| Wangan Midnight: Maximum Tune 2 Ver.B / Wangan Midnight: Maxi Boost 2 Ver.B | Namco                       | Sega    | Chihiro                    |       | 2005 |